# 京阪グリーン
京阪グリーン（けいはんグリーン）は、京阪電気鉄道の鉄道車両のうち、主に一般車で採用される緑色塗装の通称である。

## 1957年までの京阪一般車塗装
開業時の1型以来、黒色に近いセピア色で、1927年の1550型（後の初代600型）で緑色（ダークグリーン）が初めて現れた。1937年から就役した1000型・1100型はレディッシュイエローとブルーグリーンのツートンカラーであった。その後、第2次世界大戦中は黒色またはセピア色になっていたが、1948年から登場した1300系は上半クリーム・下半グリーンで竣工した。1949年の京阪神急行電鉄との分離後は上半クリーム・下半ライトブルーを経て、1953年暮からは上半クリーム・下半ブラウンになっていた。
緑色が再び現れたのは1957年の1650型で、この上半若草色・下半青緑色の組み合わせが新造車では1997年製造の9000系まで採用、その後も2008年（2013年完全消滅）に現塗装に変更されるまで長く採用された。

## 1957年から2008年までの京阪一般車塗装

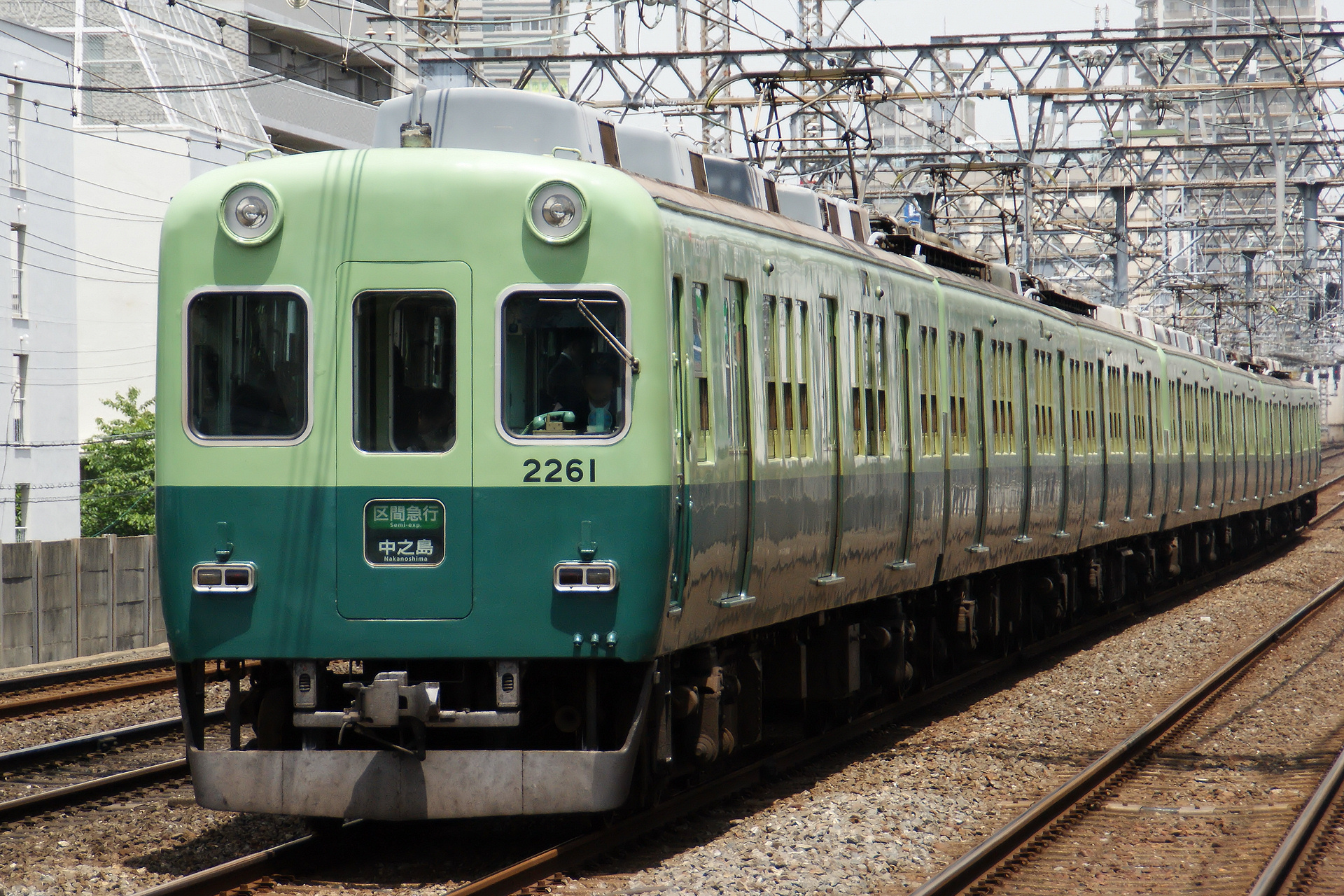
5BG 3/4 と 10GY 7/5 の塗装を施された京阪2200系電車

マンセル値では青緑色が 5BG 3/4、若草色は 10GY 7/5 で、この若草色は南海電気鉄道のライトグリーン（オリエンタルグリーン）より彩度がわずかに高い。

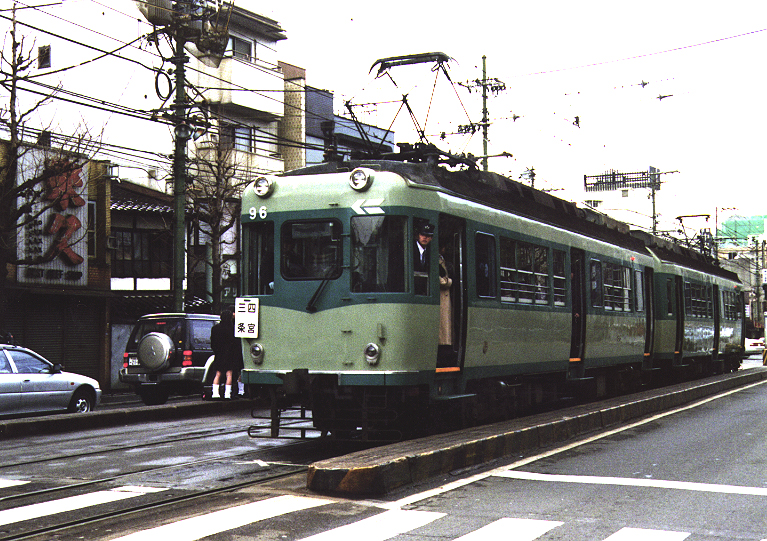
5BG 4/6 と 4GY 6/4 の塗装を施された京阪80型電車

1961年の大津線80形（2代）で採用された幕板・腰部の黄緑色と窓回り・裾部の青緑色は、青緑色の 5BG 4/6 が京阪線青緑色とわずかに異なる一方、黄緑色は国鉄黄緑5号の 4GY 6/4 と同色で、青緑系と黄緑系を用いる点では京阪線一般車と同様といえる。

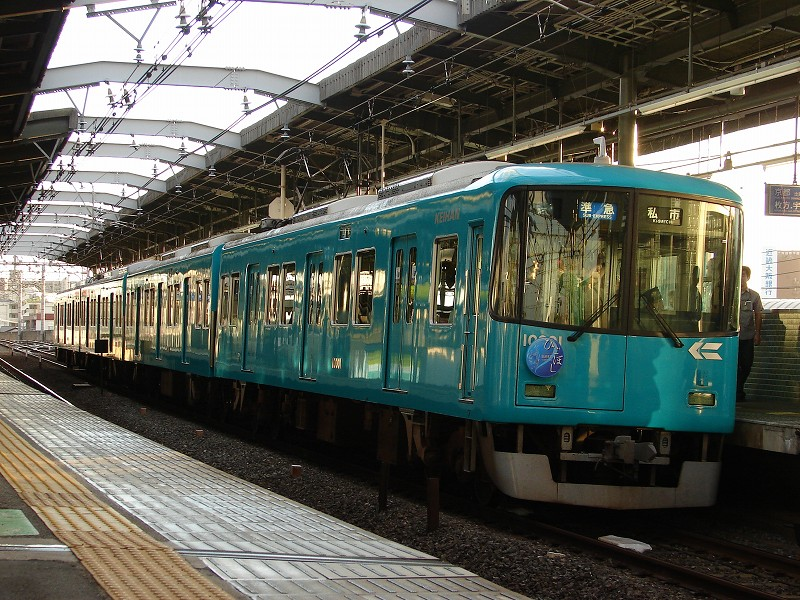
8.7BG 5.1/8.4 の塗装を施された京阪10000系電車

1997年の9000系帯色の 0.2B 7/7.8 は青系であるが、原色見本名は 「明るい青緑」 で、2002年の10000系ターコイズ・グリーンの 8.7BG 5.1/8.4 はやはり青緑系である。
なお、1997年の大津線800系パステル・ブルーの 1.1B 7.8/5.2 は青系であるが、原色見本名は 「うすい緑みの青」 で、青緑系に近いものでもある。

## 2008年以降の京阪一般車塗装

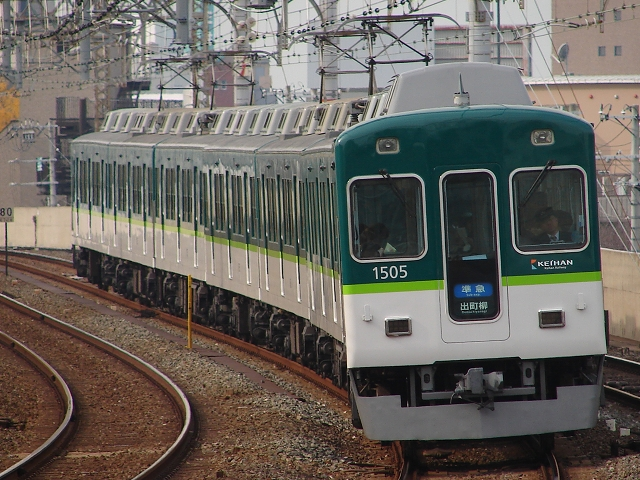
6.9GY 7.4/11.4 と 6.5G 3.2/6.1 と N10 の塗装を施された京阪1000系電車

京阪線一般車は上半レスト・グリーン、下半アーバン・ホワイトで、その境界にフレッシュ・グリーンの帯がある。レスト・グリーンの 6.5G 3.2/6.1 は緑系であるが、原色見本名は 「こい青みの緑」 で青緑系に見え、フレッシュ・グリーンの 6.9GY 7.4/11.4 は若草色・80型（2代）黄緑色同様の黄緑系である。なお、アーバン・ホワイトの N10 は日本の鉄道車両塗装ではもっとも白いといえる。
一般車のカラーリングは、三井住友銀行(SMBCグループ)のコーポレートカラー「トラッドグリーン」「フレッシュグリーン」と似ているといわれることがある（正確な色味は異なる）。
また、2017年から順次行われている大津線の塗色変更においては下半の白色はアトモス・ホワイトとなっている。